# Instituto Arqueológico Alemão
O Instituto Arqueológico Alemão (alemão: Deutsches Archäologisches Institut, DAI) é um instituto de pesquisa no campo da arqueologia (e campos relacionados), e uma "corporação científica", sobre os auspícios do Ministério das Relações Exteriores da Alemanha. Hans-Joachim Gehrke foi presidente do instituto de março de 2008 a abril de 2011, sendo sucedido por Friederike Fless.

## Origem
Eduard Gerhard foi o fundador do instituto, de acordo com a página inicial da DAI. Na ocasião de sua estadia em Roma, a sede do Instituto di corrispondenza archeologica estabelecido em Berlim em 1832, através do instituto anteriormente fundado por Otto Magnus von Stackelberg, Panofka Theodor e August Kestner em 1829 em Roma.
Há escritórios em muitos outros países, atualmente, incluindo Madrid, Roma, Istambul, Atenas, Cairo, Damasco, Bagdá, Teerã e Sana. Sua Comissão Romano-Germânica (Römisch-Germanische Kommission) inclui a maior biblioteca do mundo para a arqueologia pré-histórica que localiza-se em Frankfurt, a Comissão de História da Antiguidade Clássica em Munique e a Comissão de Arqueologia de Culturas Não-Europeias em Bonn.